# Kai Christiansen
Kai Christiansen (* 1968 in Flensburg) ist ein deutscher Regisseur und Drehbuchautor.

## Leben
1987 machte Kai Christiansen in seiner Geburtsstadt das Abitur und studierte danach Regie bei Jürgen Flimm an der Hochschule für Musik und Theater Hamburg; dieses Studium beendete er als Diplom-Regisseur. Es schloss sich ein Aufbaustudium Film/Fernsehen an der Kunsthochschule für Medien Köln an. Ferner erhielt Christiansen ein Stipendium der Drehbuchwerkstatt München und arbeitete als Redakteur bei Kanal 4. Er inszenierte an Bühnen in Flensburg, Hamburg, Köln und Wuppertal. Nach diversen Kurzfilmen drehte Christiansen 1999 mit Alles auf die Siebzehn seinen ersten längeren Spielfilm und führt seitdem Fernsehregie und schreibt Drehbücher überwiegend dokumentarischen Charakters. Bekannte Arbeiten sind unter anderem Münchhausen – Die Geschichte einer Lüge oder Ein blinder Held – Die Liebe des Otto Weidt.
Kai Christiansen lebt in Frankfurt am Main.

## Filmografie

### Als Autor und Regisseur
- 1999: Alles auf die Siebzehn
- 2005: Die Hitlers – Eine Familiengeschichte
- 2006: Was tun gegen Stalker?
- 2006: Nach Trennung Mord
- 2010: Vom Pionier zum Millionär (über John Jacob Astor und Henry John Heinz)
- 2011: 100 Jahre Hollywood – Die Carl Laemmle Story
- 2013: Dackel! Kleiner Hund ganz groß
- 2013: Alfred Brehm – Die Gefühle der Tiere
- 2015: Geheimes Kuba
- 2017: Mata Hari – Tanz mit dem Tod
- 2019: Deutschland im Kalten Krieg (3 Folgen)

### Als Regisseur
- 2000: Die Wache – Volles Risiko
- 2000: Die Wache – Golden Delicious
- 2002: Der Unwiderstehliche – Die tausend Lügen des Gert Postel
- 2003: Richard Tauber – Dein ist mein ganzes Herz
- 2007: Blut und Honig
- 2010: Starfighter – Mit Hightech in den Tod
- 2013: Münchhausen – Die Geschichte einer Lüge
- 2014: Ein blinder Held – Die Liebe des Otto Weidt
- 2016: Der gute Göring
- 2017: Der Traum von der Neuen Welt

### Als Schauspieler
- 1999: Die Wache – Schuldlos schuldig